# Criquetot-sur-Ouville
Criquetot-sur-Ouville ist eine französische Gemeinde mit 803 Einwohnern (Stand: 1. Januar 2022) im Département Seine-Maritime in der Region Normandie. Die Gemeinde gehört zum Arrondissement Rouen und zum Kanton Yvetot. Die Bewohner werden Criquetotais und Criquetotaises genannt.

## Geografie
Criquetot-sur-Ouville liegt in der Landschaft Pays de Caux im Zentrum des Départements, etwa 31 Kilometer nordnordwestlich von Rouen. Nachbargemeinden von Criquetot-sur-Ouville sind Amfreville-les-Champs im Norden und Nordwesten, Ouville-l’Abbaye im Norden und Nordosten, Yerville im Osten, Saint-Martin-aux-Arbres im Südosten, Motteville im Süden sowie Grémonville im Nordwesten.

## Bevölkerungsentwicklung

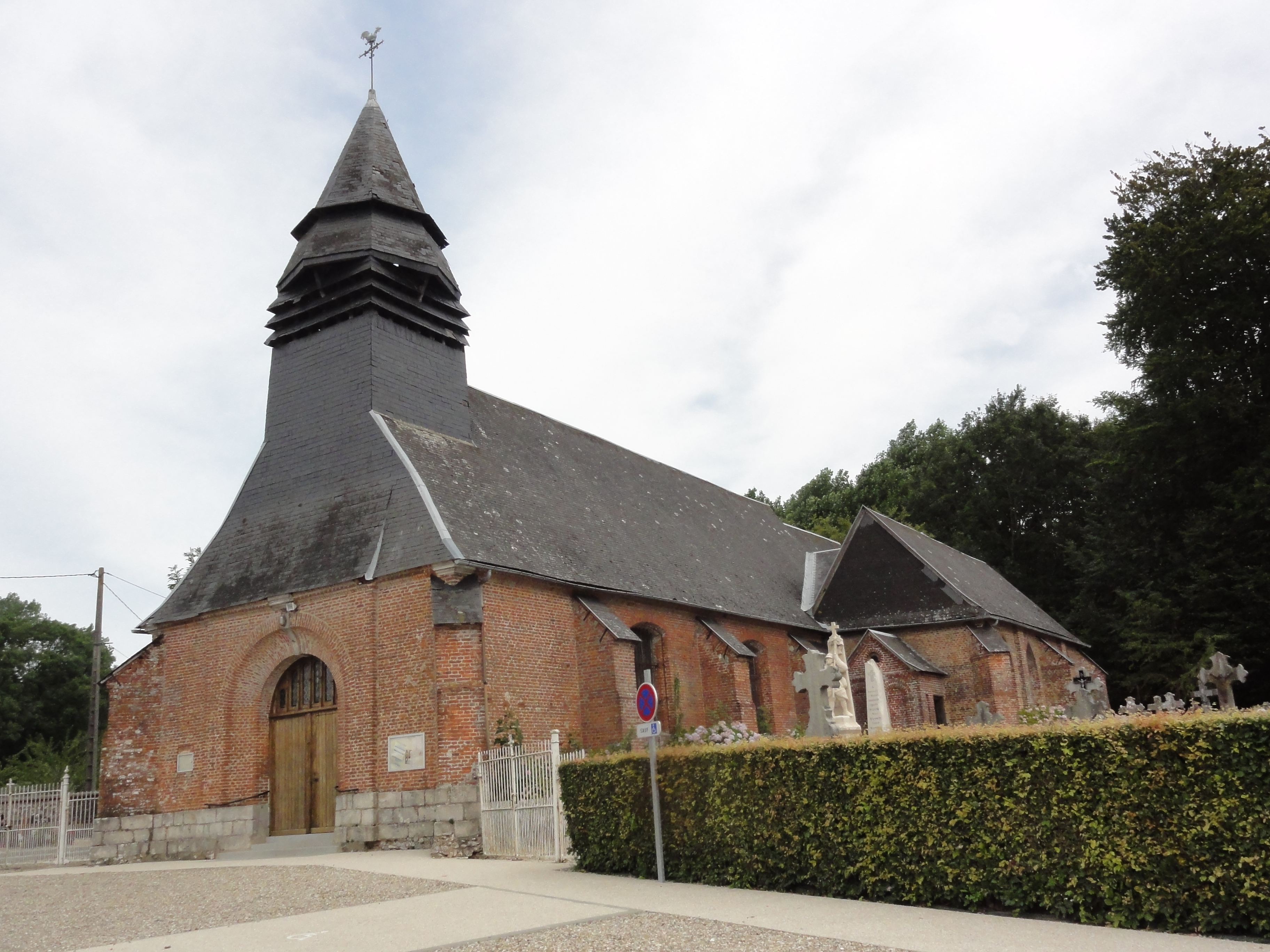
Pfarrkirche Saint-Martin

| Jahr                       | 1962 | 1968 | 1975 | 1982 | 1990 | 1999 | 2006 | 2013 | 2020 |
| Einwohner                  | 391  | 375  | 390  | 494  | 510  | 610  | 695  | 780  | 794  |
| Quellen: Cassini und INSEE |      |      |      |      |      |      |      |      |      |

## Sehenswürdigkeiten
- Pfarrkirche Saint-Martin. Das heutige Gebäude aus dem 18. Jahrhundert ersetzt die alte Kirche, die im 18. Jahrhundert zerstört wurde und sich in der Nähe der früheren Turmhügelburg befand. An der Südflanke wurde 1836 die Kapelle Saint-Nicolas-et-Saint-Eloy angebaut.
- Die Burgruine, heute als Bethaus genutzt, stammt wahrscheinlich aus den 12. oder 13. Jahrhundert.
- Das Schloss mit Park, Nebengebäuden und Taubenschlag datiert aus dem 18. Jahrhundert.
- Das Herrenhaus in Beaumont stammt aus dem 17. Jahrhundert.

## Persönlichkeiten
- Charles Angrand (1854–1926), französischer Maler und Zeichner des Spätimpressionismus, geboren in Criquetot-sur-Ouville